# Kyselina α-fenylskořicová
Kyselina α-fenylskořicová je karboxylová kyselina patřící mezi fenylpropanoidy, derivát kyseliny skořicové, se vzorcem C15H12O2.

## Použití
Kyselina α-fenylskořicová se často připravuje v laboratorních cvičeních za účelem předvedení Perkinovy reakce, většinou se ale přeměňuje na jiné, užitečnější fenylpropanoidy.

## Příprava
Kyselinu α-fenylskořicovou lze připravit několika způsoby. K nejčastějším patří kondenzace fenylacetylchloridu s benzaldehydem za přítomnosti triethylaminu, destilace kyseliny benzylmandlové a reakce fenyloctanu sodného s benzaldehydem a acetanhydridem. Tato kyselina má dva izomery, lišící se geometrií dvojné vazby. E-izomer má fenylové skupiny ve vzájemné poloze cis a je ve většině případů hlavním produktem přípravy. Zahřátím nebo působením ultrafialového záření jej lze přeměnit na směs obsahující téměř 50 % Z-izomeru.
Dekarboxylací kyseliny α-fenyloctové vznikají stilbeny, z E-izomeru se tvoří cis-stilben a ze Z-izomeru trans-stilben.